# 庇古效应
庇古效应（Pigou Effect），又称财富效应或利率效应，古典经济学家阿瑟·庇古认为，凯恩斯效应仅仅考虑了价格下降，影响利率，进而影响私人投资，却忽略了价格下降对消费的影响。消费不仅仅是实际收入的函数，也是私人部门净财富实际价值的函数。可表示为：C=C(Y, W/P)。在未达到完全就业的情况下（经济中存在较大量失业），工资和价格水平的下降，会使得私人部门的净财富的实际价值上升，从而拉动消费需求上升。
庇古在1930年代指出：实际货币余额（M/P）是家庭财富的一部分，随着物价水平P的下降，实际货币余额（M/P）增加，消费者会感到富有，并更多地进行支出（消费）。这被称作是“庇古效应”，可以表示为：价格P下降－货币持有者更加富有－支出（自发性消费）Ca增加－产出Y增加。
M：货币数量。当货币这种金融资产作为财富（W）的一般代表时，M=W。
在IS-LM模型中，价格下降不仅仅引起LM曲线右移（凯恩斯效应），也会引起IS曲线右移（庇古效应），从而使经济恢复到充分就业。

## 凯恩斯学派的争议
人的行为是由预期决定的，如果预期通货膨胀率为负，虽然当前价格水平在下降，自主性投资继续减少，反而会持币观望，从而形成使IS曲线左移的动力。